# Хорошее (Новосибирская область)
Хорошее — село в Карасукском районе Новосибирской области. Административный центр Хорошинского сельсовета. Крупнейший сельский населённый пункт Карасукского района.

## География
Площадь села — 163 гектара. Расположено на северном берегу одноимённого озера.

## Население
| 2002 | 2007  | 2010  |
| ---- | ----- | ----- |
| 1472 | ↘1159 | ↗1208 |

## Инфраструктура
В селе по данным на 2007 год функционируют 1 учреждение здравоохранения, 2 образовательных учреждения.